# تپه انجیر دره
تپه انجیر دره در شهرستان قزوین، بخش مرکزی، روستای چشمه غلامعلی واقع شده و این اثر در تاریخ ۲۵ خرداد ۱۳۸۱ با شمارهٔ ثبت ۵۷۲۶ به‌عنوان یکی از آثار ملی ایران به ثبت رسیده است.